# Clube Recreativo e Atlético Catalano
Il Clube Recreativo e Atlético Catalano, meglio noto come CRAC, è una società calcistica brasiliana con sede nella città di Catalão.

## Storia
Il Clube Recreativo e Atlético Catalano è stato fondato il 13 luglio 1931. Il club ha vinto il suo primo titolo, che è stato il Campionato Goiano, nel 1967, vincendolo per la seconda volta nel 2004. Il club ha partecipato per la prima volta al Campeonato Brasileiro Série C nel 2004, dove è stato eliminato alla terza fase dall'Americano. Il CRAC ha partecipato alla Coppa del Brasile nel 2005, dove è stato eliminato al primo turno dal Guarani. Il club ha partecipato di nuovo alla Série C nel 2007, dove ha terminato al quinto posto nella fase finale. Il CRAC ha partecipato al Campeonato Brasileiro Série D nel 2009 e il club è stato promosso in Série C nel 2012 dopo essere stato finalista della Série D nello stesso anno.

## Palmarès

### Competizioni statali
- Campionato Goiano: 2

1967, 2004
- Campeonato Goiano Segunda Divisão: 4

1965, 2001, 2003, 2018

### Altri piazzamenti
- Campeonato Brasileiro Série D:

Secondo posto: 2012
- Campionato Goiano:

Secondo posto: 1969, 1997